# 유영 (1952년)
유영(영어: Anthony Lau, 중국어 간체자: 刘永, 정체자: 劉永, 본명: 유첨작, 본명 한자: 劉添爵, 1951년 1월 13일 ~ )는 홍콩의 영화 배우, 무술가이다.

## 출연 작품

### 영화
- 1971년 《당산대형》
- 1972년 《정무문》
- 1972년 《맹룡과강》
- 1973년 《마로소 영웅》
- 1973년 《용쟁호투》
- 1973년 《흑야괴객》
- 1974년 《칠성권왕》
- 1974년 《작두상원》
- 1974년 《하남별곡》
- 1976년 《북소림 : 북지호》
- 1978년 《소십일랑》
- 1978년 《초류향편복전기》
- 1980년 《지옥무문》
- 1981년 《용자무구》
- 1982년 《건륭황군신투지》
- 1982년 《완화세검》
- 1983년 《천잠변》
- 1984년 《포의신상》
- 1990년 《젊은 날의 초상》
- 1992년 《이소룡과 쿵후 매니아》
- 1994년 《연인의 연인》
- 1995년 《용호살수》
- 2000년 《여남작》
- 2001년 《유령인간》
- 2010년 《리벤지, 미친 사랑 이야기》
- 2013년 《소림사 2014》